# سیندرلا (اپرا)
سیندرلا (چنرنتولا / یا پیروزی نیکی بر ظلم) یک اپرای آوازی - گفتاری در دو پرده می‌باشد که توسط جواکینو روسینی ساخته شده‌است. اپرانامه این اثر توسط جکوپو فرتی (Jacopo Ferretti) بر اساس داستان افسانه ایی سیندرلا - اثر شارل پرو نوشته شده‌است. این اپرا برای اولین بار به تاریخ ۲۵، ژانویه، ۱۸۱۷ در خانه اپرای رم (Teatro Valle) به روی صحنه رفت.
روسینی پس از موفقیت چشمگیر در ساختن اپرای «آرایشگر سویل»، در سنّ ۲۵ سالگی آهنگسازی اپرای سیندرلا را بر عهده گرفت. او برای تکمیل این اثر از پیش نوای اپرای آرایشگر سویل و همکاری دستیارش لوکا آگولینی نیز بهره جست. وی برای اجرای بعدی این اپرا در سال ۱۸۲۰(رم) آن را اندکی تغییر داد اما پیش نوای ملایم و تأثیرگذار این اثر همچنان به صورت اولیه آن باقی‌ماند.
اجرای نخست این اپرا در ابتدا مورد انتقاد برخی قرار گرفت و خصومت‌آمیز تلقی شد، اما دیری نپائید که این اپرا در سراسر ایتالیا و فراتر از آن؛ در لندن و نیویورک نیز اجرا شد و مورد استقبال و تحسین عموم قرار گرفت.
به دلیل کمبود امکانات آن زمان برای نمایش جلوه‌های ویژه، روسینی تصمیم گرفت که جادویی بودن برخی از قسمت‌ها و شخصیت‌های داستان را به واقعیت تبدیل سازد؛ به این صورت که نقش مادر تعمیدی سیندرلا - که به‌طور سحرآمیز او را آماده رفتن به قصر پادشاه می‌کند - با " آلیدورو " که فیلسوف و استاد مخصوص شاهزاده است، عوض شده و اوست که برای فرجام خوش عشق سیندرلا و شاهزاده، به آن‌ها کمک می‌کند.
تفاوت دیگر این اثر با داستان اصلی این است که در این اپرانامه، ناپدری سیندرلا - به جای نامادری او - وی را به خدمتکاری در منزل وامی‌دارد؛ همچنین سیندرلا هنگام خداحافظی از شاهزاده در جشن رقص، النگوی خود را - به جای کفش بلورین - به شاهزاده می‌دهد تا با این نشان او را پیدا کند.

## نقش‌ها

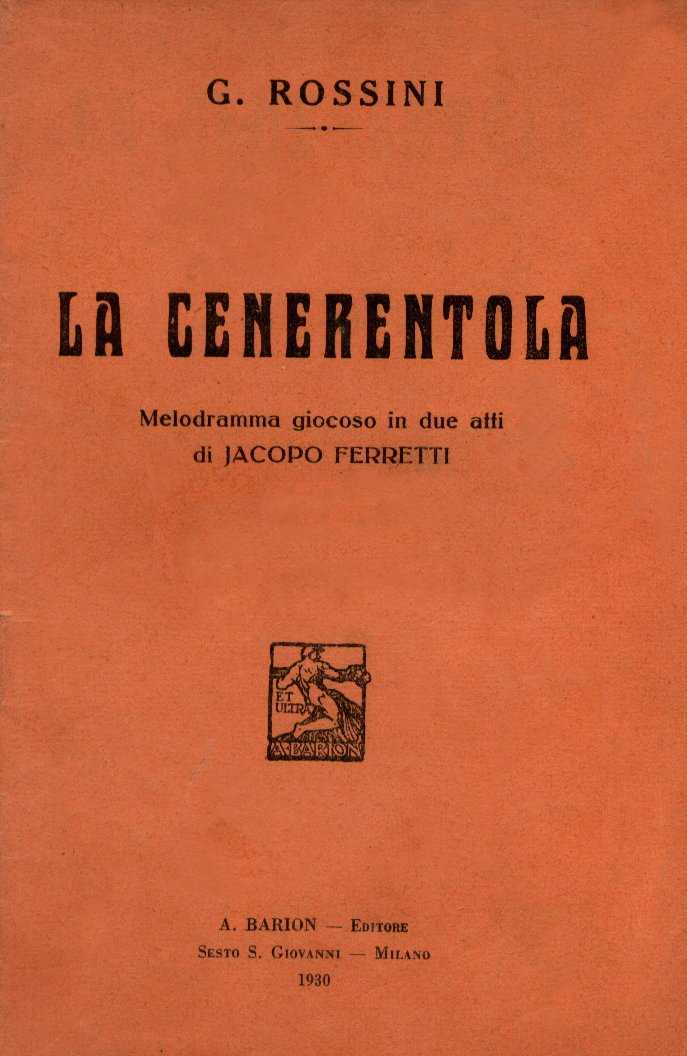
اپرا نامه سیندرلا - ۱۹۳۹

نوع صداهای ذکر شده در جدول زیر بر اساس اپرانامه اصلی می‌باشد.
| نقش                                      | نوع صدا      |
| ---------------------------------------- | ------------ |
| سیندرلا                                  | کنترالتو     |
| شاهزاده رامیرو                           | تنور         |
| دندینی - خدمتگزار شاهزاده                | باریتون      |
| دن مگنیفیکو- ناپدری سیندرلا              | باس          |
| الیدورو - فیلسوف و استاد اختصاصی شاهزاده | باس          |
| کلوریندا - دختر بزرگتر دن مگنیفیکو       | سوپرانو      |
| تیسبه - دختر کوچکتر دن مگنیفیکو          | متزو سوپرانو |
| گروه کر کارگزارن قصر شاهزاده رامیرو      |              |

## خلاصه

سیندرلا (اپرا)

زمان: اواخر قرن هجدهم و اوایل قرن نوزدهم
مکان: ایتالیا
سیندرلا (در برخی اپراها آنجلینا) کودکی شاد و راحتی را می‌گذارند که ناگهان پدرش را از دست داد. پس از مرگ پدر، مادرش با نجیب زاده ایی به نام دن مگنیفیکو ازدواج کرده و دو فرزند دختر به دنیا می‌آورد. سیندرلا پس از مدتی، مادرش را نیز از دست می‌دهد و پس از مرگ مادر، ناپدریش او را به خدمتکاری در خانه وامی‌دارد؛ در حالیکه دو دختر دیگرش را در ناز و نعمت بزرگ می‌کند.

### پرده یک
سیندرلا با لباسهای کهنه و پاره مشغول انجام کارهای منزل بوده و آوازی افسانه ایی را - در مورد یک پادشاه که همسرش را از بین مردم عادی برمی‌گزیند - زمزمه می‌کند؛ در حالیکه خواهران ناتنی اش، کلوریندا و تیسبه، لباس‌ها و جواهراتشان را امتحان کرده و مرتب به او امر و نهی می‌کنند. گدایی در خانه را می‌زند و تقاضای کمک می‌کند؛ کلوریندا و تیسبه با ترشرویی او را از آنجا می‌رانند، اما سیندرلا او را به داخل آورده و با نان و قهوه گرم از وی پذیرائی می‌کند.
بعد از مدتی، کارگزارن قصر پادشاه وارد می‌شوند و اعلام می‌کنند که شاهزاده رامیرو قصد ازدواج دارد؛ و در جستجوی زیباترین دختر آن سرزمین است و بدین منظور، اندکی بعد برای دیدن دختران دن مگنیفیکو خواهد رسید. شاهزاده رامیرو وارد می‌شود و خود را برای امتحان صداقت و مشاهده عکس‌العمل دختران، یک پیشکار معرفی می‌کند. او بلافاصله مجذوب زیبایی و متانت سیندرلا می‌شود و با او شروع به گفتگو می‌کند. نا خواهریهای سیندرلا، او را بی‌وقفه برای انجام کارها صدا می‌زنند و سیندرلا مجبور می‌شود که از حضور شاهزاده رفته و سر کارهایش برگردد.
دن مگنیفیکو وارد می‌شود و رامیرو به او می‌گوید که شاهزاده متعاقباً خواهد رسید. دندینی، خدمتگزار شاهزاده - با لباسهای شاهزاده - وارد می‌شود و کلوریندا و تیسبه شروع به طنازی و چاپلوسی می‌کنند؛ دندینی - به ظاهر شاهزاده - هم آن‌ها را برای جشن رقص آنشب به قصر دعوت می‌کند. سیندرلا به ناپدریش التماس می‌کند که به او نیز اجازه دهد برای جشن به قصر برود، اما وی قبول نمی‌کند و می‌گوید که این میهمانی برای افراد سطح پایینی مثل او مناسب نیست. رامیرو متوجه رفتارهای غیر منصفانه ناپدری سیندرلا شده و آزرده خاطر می‌شود.
در این هنگام گدایی که قبلاً نیز به خانه آن‌ها آمده بوده، سر می‌رسد؛ او در واقع " آلیدرو " استاد شاهزاده رامیروست که برای جمع‌آوری اطلاعات خود را به شکل یک فقیر دوره گرد درآورده است. وی در مورد دختر دیگر دن مگنیفیکو از او سؤال می‌کند؛ ولی مگنیفیکو از گفتن حقیقت سر باز زده و ادعا می‌کند که فقط همین دو دختر را دارد و آن دختر دیگر مرده است؛ او همچنین با تهدید، سیندرلا را وادار به سکوت می‌کند. وقتی آلیدرو با سیندرلا تنها می‌شود، به او اطمینان می‌دهد که از حقایق زندگی آن‌ها باخبر است و به او برای حضور در میهمانی امشب کمک خواهد کرد. آلیدرو لباسهای مندرس خود را به سمتی پرتاب می‌کند و به سیندرلا می‌گوید که از درباریان شاهزاده رامیروست و او را به دلیل داشتن زیبایی ظاهر و باطن، مستحق بهترین پاداشها می‌داند.
خواهران ناتنی سیندرلا با همراهی پدرشان به قصر شاهزاده رامیرو می‌رسند. دندینی - با لباسهای مبدل شاهزاده - به استقبال آن‌ها می‌رود و از دن مگنیفیکو دعوت می‌کند تا برای امتحان انواع نوشیدنی‌های موجود در قصر با وی همراه شود؛ در واقع او به منظور مست نمودن مگنیفیکو اینکار را کرده بوده تا حقایق را در آن حال از زبانش بشنود. دن مگنیفیکو در حال خماری دخترانش را نفرت‌انگیز و احمق توصیف می‌کند که این باعث یکه خوردن شاهزاده رامیرو می‌شود؛ چرا که استادش، آلیدرو، از یکی از دختران دن مگنیفیکو تعریف و تمجید بسیار کرده بوده‌است.
در طول میهمانی، کلوریندا و تیسبه مدام در اطراف دندینی می‌چرخیدند و از او می‌خواستند که انتخاب شاهانه اش را اعلام کند. دندینی می‌پرسد که اگر او یکی از آن‌ها را انتخاب کند، آیا دیگری حاضر است که با " رامیرو " ازدواج کند؟ اما دو خواهر، شروع به مسخره کردن و تحقیر رامیرو می‌نمایند و می‌گویند که ازدواج با یک فرد معمولی در شان آن‌ها نیست.
آلیدرو ورود یک زیبای ناشناخته با لباسهای فاخر را اعلام می‌کند. خانواده مگنیفیکو حس مشترکی را نسبت به ورود این دختر پیدا می‌کنند و با پی بردن شباهت وی به سیندرلا، حیرت‌زده شده و  به سختی آنچه را که می‌بینند می‌پذیرند.

### پرده دو
دن مگنیفیکو، کلوریندا و تیسبه در یکی از اتاقهای قصر رامیرو هستند. مگنیفیکو از کم شدن شانس ازدواج دخترانش با رامیرو - به خاطر حضور آن بانوی ناشناس - ناراحت و بی‌حوصله است. این سه از اتاق خارج شده و رامیرو وارد می‌شود؛ او تحت تأثیر آن زیبای ناشناس قرار گرفته و شباهت زیادی بین او و دختری که آنروز صبح در خانه دن مگنیفیکو دیده، می‌یابد. دندینی و سیندرلا داخل اتاق می‌شوند و رامیرو خود را در گوشه ایی مخفی می‌کند. دندینی - که خود را به جای شاهزاده رامیرو جا زده - به سیندرلا ابراز عشق می‌کند، اما سیندرلا اظهار می‌کند که عاشق رامیرو شده و به خاطر او به قصر آمده‌است. شاهزاده رامیرو با خوشحالی از محل پنهان شدنش بیرون میآید و او نیز اعتراف می‌کند که عاشق سیندرلاست. سیندرلا با دیدن رامیرو بسیار خوشحال می‌شود اما وقت برگشتن او به خانه بوده و می‌بایست بلافاصله قصر را ترک می‌نموده است؛ او هنگام خداحافظی یکی از النگوهایش را به شاهزاده می‌دهد و به او می‌گوید که اگر واقعاً دوستش دارد، می‌تواند از این طریق پیدایش کند.
با ترغیب آلیدرو، رامیرو بلافاصله افرادش را فرا می‌خواند تا به جستجو بپردازند. در عین حال دندینی هم پیش دن مگنیفیکو عنوان می‌کند که خدمتگزار شاهزاده رامیروست؛ خشم غیرقابل کنترل ناپدری ظالم باعث می‌شود که پیش از اتمام جشن، همراه دو دخترش، از قصر بیرون انداخته شود.
سیندرلا در خانه با همان لباسهای کهنه و پاره مشغول روشن کردن بخاری و خواندن آواز افسانه ایی اش می‌شود. ناپدری و ناخواهری‌هایش به خانه میایند و با لحنی تند و عصبانی به او دستور می‌دهند که برایشان غذایی فراهم کند. با صدای غرش یک رعد و برق، دندینی جلوی در ظاهر می‌شود و ورود شاهزاده رامیرو را اعلام می‌کند. شاهزاده وارد خانه می‌شود. وقتی سیندرلا برایش صندلی می‌گذارد تا بنشیند، متوجه می‌شود که او همان مرد مورد علاقه اوست و شاهزاده نیز متوجه می‌شود که صاحب لنگه دیگر النگو، همین دخترک خدمتکار است.
این دو از یافتن یکدیگر بسیار خوشحال شده و همدیگر را در آغوش می‌گیرند. دن مگنیفیکو، کلوریندا و تیسبه بسیار غضبناک می‌شوند و سعی می‌کنند که سیندرلا را با خشونت از شاهزاده دور کنند. با دیدن این رفتارهای نا عادلانه، رامیرو تصمیم به تنبیه آن‌ها می‌گیرد؛ اما سیندرلا از وی می‌خواهد که بخشندگی را پیشه کرده و از رفتارهای بدشان چشم پوشی کند. همچنان که سیندرلا آن خانه را با همسر رویاهایش ترک می‌کند، آلیدرو پایان خوش این داستان را شکر می‌گوید.
سیندرلا در لباس عروسی، کنار تاج و تخت پادشاهی، می‌درخشد. مگنیفیکو جلوی او زانو زده، شروع به تملق گوئی و چاپلوسی می‌کند. وی سیندرلا را با القاب و عناوین مختلف صدا زده و تظاهر به مهر می‌کند. اما دخترک ستمدیده از ناپدریش می‌خواهد تنها برای یک بار هم که شده او را «دخترم» خطاب کند؛ که این برایش از همه چیز با ارزشتر است.
شاهزاده رامیرو با پی بردن به رنج‌هایی که نو عروسش تاکنون متحمل شده، ناپدری و نا خواهری‌های سیندرلا را مستحق مجازات می‌داند؛ ولی سیندرلا می‌گوید که آن‌ها را بخشیده و به پاس پیروزی نیکی بر بدی، می‌خواهد همه چیز را فراموش کند و از شاهزاده نیز تقاضای عفو می‌کند. سیندرلا از دن مگنیفیکو، کلوریندا و تیسبه می‌خواهد که به یمن پایان روزهای تلخ گذشته، خوبی و مهربانی را پیشه خود قرار داده و زین پس مانند اعضای یک خانواده واقعی با او دوست و صمیمی باشند.

## آریتا(یا آریا)های قابل ذکر
- "Miei rampolli femminini" - دن مگنیفیکو در پرده یک
- "Come un'ape ne' giorni d'aprile" - دندینی در پرده یک
- "Si, ritrovarla io giuro" - شاهزاده رامیرو در پرده دو
- "Questo è un nodo avviluppato" - همخوانی در پرده دو
- "Nacqui all'affanno … Non piu mesta" - سیندرلا در پرده دو